# Ficus auriculigera
Ficus auriculigera är en mullbärsväxtart som beskrevs av Bur.. Ficus auriculigera ingår i släktet fikonsläktet, och familjen mullbärsväxter. Inga underarter finns listade i Catalogue of Life.